# Kostel Santa María del Naranco
Kostel Santa María del Naranco je předrománská sakrální stavba na svahu hory Naranco, která se nachází 3 kilometry od Ovieda v severním Španělsku. Chrám nařídil postavit asturský král Ramiro I., který si představoval, že bude součástí většího palácového komplexu, čehož pozůstatkem je také kostel San Miguel de Lillo, vzdálený 100 metrů. Chrám byl dokončen v roce 842 a měl jen částečně náboženskou funkci, byť v roce 848 byl vysvěcen. Klasickým kostelem se stal až ve 12. století. Jeho průkopnické konstrukční prvky, jako je valená klenba, předjímají románskou architekturu, přitom jsou ovlivněny starší architekturou římskou. V tom je kostel unikátní a nemá obdobu. Již roku 1885 byl prohlášen španělskou národní kulturní památkou (Monumentos nacionales). V prosinci 1985 byl zapsán na seznam Světové dědictví UNESCO v rámci položky Památky Ovieda a Asturského království.